# تیم شروود
تیم شروود (به انگلیسی: Tim Sherwood) زادهٔ ۶ فوریه ۱۹۶۹ بازیکن فوتبال اهل انگلستان که سابقهٔ بازی در تیم ملی فوتبال انگلستان را در کارنامهٔ خود دارد. وی در تاریخ ۲۷ مارس ۱۹۹۹ نخستین بازی ملی خود را در مقابل تیم ملی فوتبال لهستان انجام داد و با حضور در ۳ بازی ملی، در تاریخ ۵ ژوئن ۱۹۹۹ واپسین بازی ملی‌اش را در برابر تیم ملی فوتبال سوئد برگزار کرد.